# 国家情报局 (秘鲁)
国家情报局（西班牙語：Dirección National de Intelligencia）是秘鲁的首要情报机构。该机构负责国家、军事和警察情报以及反情报工作。

## 历史
1960年1月27日，国家情报局成立。继阿尔韦托·藤森担任总统以及围绕前国家情报署的争议之后，该机构于2000年11月被“撤销”。根据2006年1月4日第025-2006-PCM号最高法令的规定，国家情报局于焉产生。